# Vicus Turris
Vicus Turris (łac. Diocesis Turrensis seu Vico-Turrensis) – stolica historycznej diecezji w Cesarstwie rzymskim w prowincji Afryka Prokonsularna, sufragania metropolii Kartagina. Współcześnie w Tunezji. Obecnie katolickie biskupstwo tytularne.

## Biskupi tytularni
| Lp. | Biskup                     | Funkcja                               | Od                   | Do               |
| --- | -------------------------- | ------------------------------------- | -------------------- | ---------------- |
| 1   | Jean Bernard               | biskup pomocniczy Besançon (Francja)  | 4 grudnia 1967       | 7 stycznia 1972  |
| 2   | Alfredo Guillermo Disandro | biskup pomocniczy Kordoby (Argentyna) | 24 lutego 1975       | 16 kwietnia 1980 |
| 3   | René Valero                | biskup pomocniczy Brooklynu (USA)     | 14 października 1980 | 10 marca 2019    |
| 4   | Sławomir Szkredka          | biskup pomocniczy Los Angeles (USA)   | 18 lipca 2023        |                  |